# 光延東洋
光延 東洋（みつのぶ とうよう、1897年（明治30年）10月9日 - 1944年（昭和19年）6月9日）は、日本の海軍軍人。最終階級は海軍少将。

## 人物

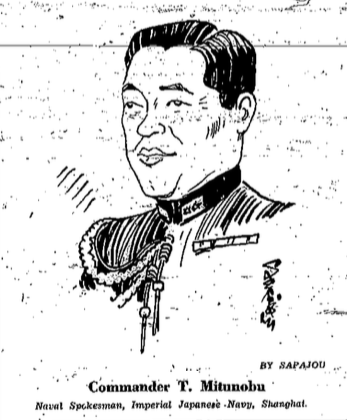
光延 東洋の似顔絵、上海、1939年

岡山県高梁市出身。大阪府立北野中学校より海軍兵学校第47期に進み首席で卒業した。しかし海軍大学校甲種課程には進まず、ヨーロッパへの出張と駐在を繰返し、井上成美らにその常識的思考を高く評価されていた。
イタリアでバドリオ政権が連合国に降伏した際、スイスに業務連絡の為に移動。フィレンツェ北方のアッペンニーノ山脈を通行中にマンリーコ・ドゥッチェスキ率いるパルチザンの襲撃に遭い、同乗していた山仲伝吾海軍中佐は重傷だったが、光延は射殺され戦死扱となる。
同行していた妻トヨと子供たちは、ドイツ、スイスを経てアメリカ合衆国へ逃れ、同地で日本の敗戦を知ることとなる。
光延の遺体は荼毘に付され、ドイツ・ドレスデン郊外のケーニッヒシュタインに埋葬されたが、50年後の1994年に長女の孝子が母のトヨと共に日本へ持ち帰り、改葬された。

## 家族・親族
- 妻 光延トヨ 筑紫熊七陸軍中将の娘
- 義兄 嶋田繁太郎海軍大将
- 子息 光延旺洋 有機化学者、青山学院大学教授。光延反応の発見者。
- 子息 光延明洋 英語学者、首都大学東京教授、東海大学教授

## 年譜
- 1897年（明治30年）10月9日- 岡山県上房郡高梁町（現在の高梁市）生
- 1916年（大正5年）8月31日- 海軍兵学校入校 入校時成績順位151名中第4位
- 1919年（大正8年）10月9日- 海軍兵学校卒業 卒業時成績順位115名中首席・任 海軍少尉候補生・装甲巡洋艦「常磐」乗組
  - 11月24日- 練習艦隊遠洋航海出発 鳥羽~佐世保~基隆~馬公~香港~シンガポール~コロンボ~アデン~ポートサイド~ナポリ~マルセイユ~トゥーロン~ビゼルダ~マルタ~バタヴィア~ポートサイド~コロンボ~マニラ~有明湾方面巡航
- 1920年（大正9年）5月20日- 帰着
  - 5月31日- 戦艦「伊勢」乗組
  - 8月1日- 任 海軍少尉
  - 12月1日- 戦艦「香取」乗組
- 1921年（大正10年）12月1日- 海軍砲術学校普通科学生
- 1922年（大正11年）4月8日- 海軍水雷学校普通科学生
  - 7月12日- 軽巡洋艦「多摩」乗組
  - 8月14日- 第2駆逐艦艤装員
  - 9月30日- 2等駆逐艦「若竹」乗組
  - 12月1日- 任 海軍中尉
- 1923年（大正12年）12月1日- 戦艦「長門」分隊長心得
- 1924年（大正13年）12月1日- 任 海軍大尉・海軍航海学校学生
- 1925年（大正14年）12月1日- 第19号駆逐艦艤装員
- 1926年（大正15年）2月5日- 1等駆逐艦「睦月」航海長兼分隊長
  - 12月1日- 給油艦「能登呂」航海長
- 1927年（昭和2年）12月1日- 連合艦隊兼第1艦隊司令部参謀兼副官
- 1928年（昭和3年）12月10日- 航空母艦「鳳翔」航海長兼分隊長
- 1929年（昭和4年）11月30日- 海軍兵学校教官兼監事
- 1930年（昭和5年）12月1日- 任 海軍少佐・在フランス日本大使館附海軍駐在武官府補佐官補
- 1932年（昭和7年）12月1日- 帰朝
- 1933年（昭和8年）3月10日- 重巡洋艦「那智」航海長兼分隊長
  - 9月1日- 海軍省軍務局第1課
- 1934年（昭和9年）9月7日- ロンドン軍縮会議予備交渉専門委員
  - 9月19日- イギリス出張
- 1935年（昭和10年）2月12日- 帰朝
  - 11月5日- ロンドン軍縮会議全権随員
  - 11月15日- 任 海軍中佐
- 1936年（昭和11年）3月5日- 帰朝
  - 3月15日-大本営海軍部兼海軍報道部員
- 1937年（昭和12年）12月1日- 第3航空戦隊参謀
- 1938年（昭和13年）8月15日- 支那方面艦隊司令部参謀 兼臨時特務部員
- 1939年（昭和14年）3月15日- 上海在勤海軍武官府補佐官
  - 12月15日- 兼 支那方面艦隊司令部附
- 1940年（昭和15年）1月25日- 海軍軍令部出仕
  - 2月7日- 在イタリア日本大使館（イタリア語版）附海軍駐在武官 兼艦政本部造船造兵監督官 兼航空本部造兵監督官
  - 11月15日- 任 海軍大佐
- 1944年（昭和19年）6月5日- スイス業務出張
  - 6月9日- イタリア山中においてパルチザン襲撃により戦死 享年46 海軍少将特別進級